# Franz Schopper
Franz Schopper (* 1964 in Mallersdorf) ist ein deutscher Prähistoriker und Mittelalterarchäologe. Er ist derzeit der Landesarchäologe Brandenburgs.

## Leben
Franz Schopper studierte nach Besuch des Burkhart-Gymnasiums in Mallersdorf-Pfaffenberg Ur- und Frühgeschichte und Geschichte an der Universität Regensburg sowie der Universität Dublin. Nach dem Studium wurde er Gebietsreferent der Abteilung Bodendenkmalpflege des Regierungsbezirks Oberpfalz. Danach wurde er Grabungsleiter beim Bayerischen Landesamt für Denkmalpflege und zudem Wissenschaftlicher Mitarbeiter am Gäubodenmuseum in Straubing. 1997 wechselte Schopper nach Brandenburg. Er wurde Leiter der Außenstelle Frankfurt (Oder) und der Gebietsbodendenkmalpflege Uckermark-Barnim-Oderland des Brandenburgischen Landesamts für Denkmalpflege und Archäologischen Landesmuseums. 1999 und 2000 versah er Lehraufträge an der Europa-Universität Viadrina, 2000 sowie ab 2006/07 an der Humboldt-Universität zu Berlin und 2005 an der Freien Universität Berlin. Seit 1. Juli 2004 ist Schopper in Nachfolge Jürgen Kunows Landesarchäologe des Landes Brandenburg und Museumsdirektor des Archäologischen Landesmuseums Brandenburg und damit in Personalunion stellvertretender Direktor des Brandenburgischen Landesamtes für Denkmalpflege und Archäologischen Landesmuseums. Zum September 2006 wurde Franz Schopper von der damaligen zuständigen Ministerin Johanna Wanka zum Museumsdirektor und Professor ernannt. Seit dem 1. Juli 2012 ist er Direktor des Landesamtes und des Landesmuseums sowie Landesarchäologe. Er wurde am 31. August von der brandenburgischen Ministerin für Wissenschaft, Forschung und Kultur Sabine Kunst in sein Amt eingeführt. Im Sommer 2014 wurde er zum Honorarprofessor für Prähistorische Archäologie an der Freien Universität Berlin ernannt.
Schopper ist sowohl in der Ur- wie auch in der Frühgeschichte bewandert, er ist insbesondere Spezialist für die Bronzezeit. Er gilt als Fachmann für die Bronze- und Eisenzeitforschung im Oderraum. Am Schlossberg von Lebus entdeckte er 2003 einen spätbronzezeitlichen Bronzehort mit 105 Einzelstücken. Die von ihm initiierten, geleiteten und mitgetragenen Forschungsprojekte überspannen das breite Spektrum der Landesarchäologie. Neben der slawischen Archäologie ist die Erforschung des mittelalterlichen Siedlungswesens insbesondere an den vollständig ausgegrabenen Dorfstrukturen von Diepensee (Landkreis Dahme-Spreewald) und Horno (Landkreis Spree-Neiße) der derzeitige Schwerpunkt. Der Vermittlung der Ergebnisse widmet er sich in einer umfänglichen Publikations- und Herausgebertätigkeit, der Ausstellungs- und Museumsarbeit sowie im Rahmen von Lehraufträgen an mehreren Hochschulen: Universität Viadrina Frankfurt (Oder), Humboldt-Universität zu Berlin, Freie Universität Berlin.

## Schriften (Auswahl)
- Das Urnenfelder- und hallstattzeitliche Gräberfeld von Künzing, Lkr. Deggendorf (Niederbayern), Universitäts-Verlag Regensburg/Habelt, Regensburg/Bonn 1995 (= Materialien zur Bronzezeit in Bayern, Bd. 1), ISBN 3-930480-14-X.
- mit Claudia Theune: „das dorff pagerem“. Die mittelalterliche Wüstung Pagram bei Frankfurt (Oder), Brandenburgisches Landesamt für Denkmalpflege und Archäologisches Landesmuseum, Wünsdorf 2007 (= Arbeitsberichte zur Bodendenkmalpflege in Brandenburg, H. 17), ISBN 978-3-910011-48-9.
- (Hrsg.) Archäologisches Landesmuseum Brandenburg im Paulikloster. Begleitheft zur Dauerausstellung, Brandenburgisches Landesamt für Denkmalpflege und Archäologisches Landesmuseum, Wünsdorf 2008, ISBN 978-3-910011-52-6.